# Sigrun von Hasseln-Grindel

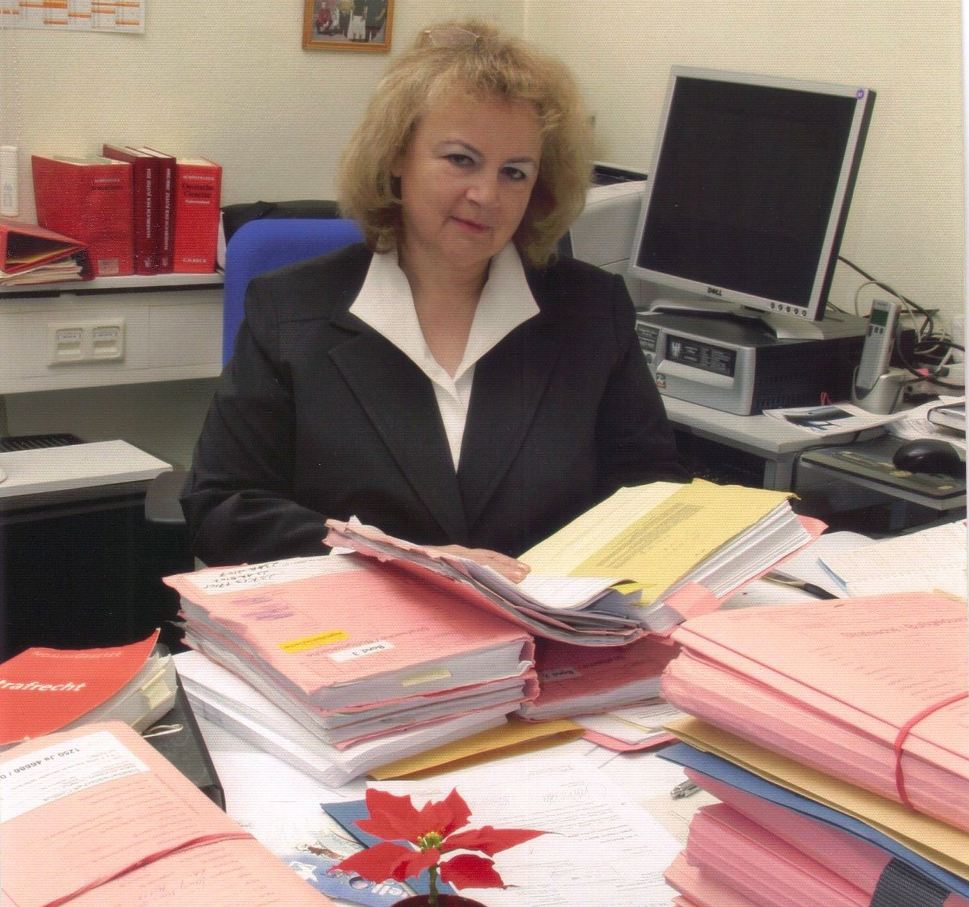
Von Hasseln-Grindel, 2008 (Dienstzimmer)

Sigrun von Hasseln-Grindel (* 2. Dezember 1952 als Sigrun von Goddenthow in Hamburg) ist eine deutsche Juristin und Publizistin, Begründerin der Rechtspädagogik und der Jugendrechtshausbewegung. Bis Juni 2018 war sie Richterin in Cottbus; seit Juli 2018 ist sie Rechtsanwältin in Bad Saarow.

## Leben, Ausbildung, Beruf
Ihre Kindheit und Jugend waren vom Wiederaufbau der Existenz ihrer Eltern (Pommern/Schlesien) im westlichen Nachkriegsdeutschland und den damit verbundenen Umzügen geprägt. Stationen nach Hamburg waren Mannheim, Andernach, Neuwied und Tübingen, wo sie 1972 das Abitur bestand.
Von 1972 bis 1977 studierte von Hasseln Rechtswissenschaften in Tübingen sowie studienbegleitend Germanistik und Philosophie; ebendort war sie Mitbegründerin der Literaturzeitschrift „exempla“. Ihr Referendariat absolvierte sie zunächst in Ellwangen/Jagst und nach ihrer ersten Eheschließung 1979 in Hamburg. Dort legte sie im Juli 1980 das zweite Staatsexamen ab und trat 1980 eine Stelle als Richterin beim Landgericht Hamburg an.
1981 zog von Hasseln nach Oldenburg und wechselte zugleich in die Justiz des Landes Niedersachsen, wo sie bis 1998 als Richterin und teilweise als (Jugend-)Staatsanwältin wirkte; Stationen waren die Amtsgerichte Nordenham und Brake, die Staatsanwaltschaften Aurich und Oldenburg und seit 1992 das Landgericht Oldenburg.
Während der Zeit in Oldenburg wurden ihre drei Söhne geboren.
1998 wurde von Hasseln-Grindel zur Unterstützung des Einigungsprozesses im deutschen Recht und in der Jugend-Kriminalprävention ins Land Brandenburg berufen. Dort arbeitete sie von Mitte 1998 bis zu ihrem gesetzlichen Ruhestand Mitte 2018 als Vorsitzende Richterin u. a. der (Jugend-)Schwurgerichtskammer und der Jugendschutzkammer des Landgerichts Cottbus.
Seit 2009 ist die Richterin – vermutlich wegen einer chronischen Neuroborreliose nach Zeckenstichen – auf einen Rollstuhl als Fortbewegungsmittel angewiesen und muss seither auf ihre Leidenschaft – Fachvorlesungen im In- und Ausland gestalten – sowie auf Fernreisen generell verzichten.
Die Ehe mit dem früheren Rechtsanwalt Wolfgang von Hasseln wurde geschieden; Sigrun von Hasseln-Grindel ist in zweiter Ehe mit dem Sozialmediziner Bernhard Grindel verheiratet.

## Leistungen
1982 begann von Hasseln – zunächst im Rahmen des Deutschen Richterbundes – mit ihrem rechtspolitischen und kriminalpräventiven Engagement für eine bürgernahe Justiz und für eine nachhaltige Kriminalprävention als Fundament einer humanen Rechts- und Verantwortungsgesellschaft. Unterstützt wurde sie von Roland Makowka, von Arthur Kaufmann und von Dieter Strempel. Von Hasseln war Herausgeberin, Begründerin und verantwortliche Redakteurin des Mitteilungsblatt des Vereins der Richter und Staatsanwälte im Landesgerichtsbezirk Oldenburg 1983–1995.
Mit der Durchführung des bundesweiten Aktions- und Mitmachtages „Jugend hat Recht“ 1996 in Oldenburg und der Gründung des ersten Jugendrechtshauses 1996 in Oldenburg begann sie, das Konzept der Rechtspädagogik in die Praxis umzusetzen.
2002 gründete sie in Berlin den Bundesverband der Jugendrechtshäuser Deutschland e. V. und danach weitere Jugendrechtshäuser. Im Jahr 2006 gründete sie die Akademie für Rechtskultur und Rechtspädagogik, deren Vorsitzende sie ist. Von 2006 bis 2015 war von Hasseln-Grindel auch Lehrbeauftragte der Universität Cottbus für das von ihr begründete Fach Rechtspädagogik/Human Law, das seit 2009 auch an der Universität Warschau gelehrt wird.
Im Rahmen ihres ganzheitlichen rechtspolitischen Engagements für eine humane Rechts- und Verantwortungsgesellschaft wirkt sie auch im Rahmen von (digitalen) Netzwerken mit:
- Sie ist Kuratoriumsmitglied der Deutschen Liga für das Kind.
- Im Jahr 2009 war sie „Schirmfrau“ der Brandenburgischen Frauenwoche in Cottbus und ist Koordinatorin des „Digitalen Netzwerkes für Frauen mit Behinderung im Deutschen Juristinnenbund“ (djb). Sie hält Vorträge bei zahlreichen Organisationen zu Thema: Gewalt gegen Frauen.
- Seit 2011 engagiert sich von Hasseln-Grindel auch im Schwerbehinderten- und im Sterberecht. Sie war mehrere Jahre Vertreterin des Schwerbehindertenvertreters für die Richterschaft der ordentlichen Gerichtsbarkeit sowie der Verwaltungsgerichtsbarkeit im Land Brandenburg. Als Mitglied der Akademie für Rechtskultur und Rechtspädagogik (AfRR) und des Senioren- und Behindertenbeirates des Amtes Scharmützelsee (SBB) organisiert sie Teilhabetage zur Bewusstseinsbildung i. S. v. Art. 8 UN-Behindertenrechtskonvention. Sie gibt Rat beim Handicap-Stammtisch und publiziert die Rechtsseite im Muskelreport der Deutschen Gesellschaft für Muskelkranke (DGM). Sie koordiniert die AG Sterbehilfe im Rahmen der Kommission SGB V des Deutschen Sozialgerichtstages (DSGT) und den „Digitalen Stammtisch im Netzwerk Nahtoderfahrung“.

## Rechtspädagogik / Human Law
Die von Sigrun von Hasseln-Grindel begründete Rechtspädagogik, die im pädagogischen Bereich auf Wolf-Dieter Hasenclevers Modell eines ökologischen Humanismus aufbaut, ist eine an den Bedürfnissen des Einzelmenschen und an den Erfordernissen der Gesellschaft(en) orientierte empirische, interdisziplinäre Wissenschaft zur gemeinsamen Bewältigung komplexer Herausforderungen unserer Zeit. Ziel ist die Schulung von Menschen aller Alters- und Bildungsschichten in regionalen wie in überregionalen Zusammenhängen für den friedlichen und gleichberechtigten Umgang in einer globalisierten, zivilen Bürgergesellschaft. Kulturenvielfalt, wirtschaftliche Interessen und soziale Gerechtigkeit sind darin keine trennenden Elemente, sondern Faktoren gegenseitiger Achtung.
Die Rechtspädagogik versucht, internationale Grundsätze des Zusammenlebens so in den Alltag von Bürgern mit unterschiedlichem Bildungsniveau, mit multiplem kulturellen und sozialen Hintergrund sowie in Kindergarten, Schule und Betrieb zu transformieren, dass sie von den jeweiligen Zielgruppen verstanden, akzeptiert und eingehalten werden. Die praktische Umsetzung der Rechtspädagogik erfolgt in regionalen Jugendrechtshäusern. Mit Hilfe der Rechtspädagogik war es in einem seit 1999 in Cottbus laufenden Crashkurs-Projekt gelungen, die Rückfallquote bei Mehrfach- und Intensivtätern deutlich zu reduzieren.
Seit 2000 befindet sich Sigrun von Hasseln-Grindel im interdisziplinären Erfahrungsaustausch über Human Law mit Angehörigen aus Justiz, Bildung, Erziehung und der Kriminalprävention in Polen, Ungarn, Rumänien, Schweden, Litauen, Kroatien, Tunesien und Honduras. Human Law (Rechtspädagogik) wird seit 2006 an der Universität Cottbus (BTU) im Fachbereich „Kultur und Technik“ und seit 2009 an der Universität Warschau gelehrt.
Lore Maria Peschel-Gutzeit sagte 2017 dazu in einem Grußwort: „Die von Sigrun von Hasseln-Grindel begründete Rechtspädagogik ist ein, vielleicht der wichtigste Bildungs- und Erziehungsansatz für ein friedliches Zusammenleben im 21. Jahrhundert.“
Rechtspädagogik-Events (Auswahl)
- „Wer das Recht kennt ist klar im Vorteil“. Akademie-Programm anlässlich des „Flammender Scharmützelsee“ im September 2019 mit einer gespielten Jugendgerichtsverhandlung
- Intensivkurs Rechtspädagogik Teil II. Rechtspädagogik und Religionen Mittwoch, September 2019, Gemeindebibliothek von Bad Saarow
- Intensivkurs Rechtspädagogik, 31. Juli 2019 – Gemeindebibliothek SaarowCentrum
- Festliche Auftaktveranstaltung rund um Human Law „Für ein lebenswertes Miteinander e.V.“, 20. Oktober 2017 im Schloss Hubertushöhe, Storkow.
- Schulveranstaltung Indianisches Recht. „Popul Vuh. Die heilige Schrift der Maya für Einsteiger. Kann uns die heilige Schrift der Maya im 21. Jahrhundert helfen?“ – 24. September 2015, Schönefeld
- Einführung in Theorie und Praxis der globalen Rechtspädagogik. Tages-Intensivseminar für Multiplikatoren am 20. Februar 2015 in Neukloster bei Wismar.
- Arbeitstreffen der International Science Group of Human Law, 14. Oktober 2014 in Wildeshausen.
- International Conference of Human Law, 5.–7. Juni 2013 in Cottbus.
- Brücken im deutsch-deutschen Recht bauen, 18./19. Oktober 2012 in Potsdam, Staatskanzlei[6].
- 8. Rechtspädagogische Tage 2011. „Human Law. Ist Empathie die wirksamste Gewaltprävention?“ Im Jugendrechtshaus Hohen Neuendorf vom 16.–18. November 2011.
- 7. Rechtspädagogische Tage 2008 (25.–28. November in Bad Doberan)
- School of Human Law. Fairplay durch europäischen Klassenzimmerspaß mit Schülern aus 4 Staaten (Polen, Schweden, Litauen, Deutschland), 23.–30. April 2008 im Jugendrechtshaus Prenzlau
- 6. Rechtspädagogische Tage. „Mit Rechtspädagogik erfolgreich gegen Rechtsextremismus“, 13.–16. November 2007, Jugendrechtshaus Senftenberg
- Konferenz: Demokratieschulen in der interkulturellen Gesellschaft. Das Modell der Jugendrechtshäuser und Gründung des Bundesverbandes der Jugendrechtshäuser Deutschland e.V.; am 27. und 28. Mai 2002 in Berlin, Friedrich-Ebert-Stiftung
- Brandenburgisches Präventionsfestival „Es lohnt sich zu bewegen.“ 29. September bis 1. Oktober 2000 in Cottbus, Messehallen
- „Arbeiten die Organe der Rechtspflege bei der Kriminalitätsbekämpfung gegeneinander?“ – am 12. und 13. Mai 1995 in St. Augustin

## Auszeichnungen
- 2006: Bundesverdienstkreuz am Bande

## Lehrtätigkeit (Auswahl)
Sigrun von Hasseln-Grindel hielt bis heute über 300 Gastvorlesungen an Universitäten und Hochschulen im In- und Ausland, Impuls-, Fach- und Festvorträge, Fort- und Weiterbildungsseminare, bürgernahe Vorträge, Autorenlesungen, Arbetsgruppenleitung auf landespräventionsräten und Schulevents u. a. zu folgenden Themenkreisen:
Menschsein im neuen Zeitalter; Menschen in der Weltgesellschaft; Rechtsgesellschaft, Rechtskultur und Rechtspolitik; Frauen in der Gesellschaft; Seniorenpower heute; Behindertenperspektiven; Human Law/Rechtspädagogik/Erziehung zum Recht; Jugendrechtsberatung auf rechtspädagogischer Basis; Jugendrechtshaus und Rechtspädagogik; Kinder- und Jugendschutz (Sexualisierte Gewalt); Jugendkriminalität und Jugendkriminalprävention; Strafrecht und Strafprozessrecht; Opferperspektiven und Opferrechte.

## Mitgliedschaften
- Bundesverband der Jugendrechtshäuser Deutschland e. V. (2002–2012; Mitgründerin und Vorsitzende, seit 2012 Ehrenvorsitzende)
- Deutscher Sozialgerichtstag (DSGT); dort Mitglied der Ethikkommission, der Kommission SGB V mit AG Sterbehilfe sowie Kommission SGB VIII mit AG Kinderrechte und AG Sexualisierte Gewalt gegen Kinder
- Deutsche Gesellschaft für die Vereinten Nationen, LV Berlin/Brandenburg
- Deutsche Gesellschaft für Kriminalistik e. V. (DGfK)
- Deutsche Vereinigung für Jugendgerichte und Jugendgerichtshilfen (DVJJ)[7]
- Deutscher Juristinnenbund (djb)
- Deutscher Kinderschutzbund
- Deutscher Richterbund (DRB)
- Landespräventionsrat Brandenburg. Ebendort Vorsitzende der AG „Kinder-, Jugend- und Gewaltdelinquenz sowie Jugendschutz“ (1999–2009)
- Verein Recht und Gesellschaft e. V. (Vorsitzende von 1994 bis 2004)
- Netzwerk Nahtoderfahrung (NTE)
- Senioren- und Behindertenbeirat des Amtes Scharmützelsee (SBB)
- Trägerverein der Akademie für Rechtskultur und Rechtspädagogik e.V. (seit 2006; Mitgründerin und Vorsitzende)
- Freier Deutscher Autorenverband

## Schriften
Monographien, Herausgeberschaften
- Praxishandbuch Sexualisierte Gewalt gegen Kinder. Der Jugendschutzprozess vom Erstverdacht bis zum Strafurteil, Opferentschädigung und Opferprävention, Stuttgart 2022, ISBN 978-3-415-07051-6 (Rezensionen dazu: Raabe, Neue Justiz 23,184; Berthel, Die Polizei 23, 294; Wußter, Deutsche Richterzeitung DRZ 23,445; Schneider, social Net 13.4.23).
- Verdienstorden für Elisabeth Schulz. Ein Beitrag zur Bewusstseinsbildung i.S.d. Art. 8 UN-Behindertenrechtskonvention Norderstedt 2022, ISBN 3-7562-0520-7, ISBN 978-3-7562-0520-2
- Jugendrechtsberater. 4. neu bearbeitete Auflage 2021, Berliner Wissenschaftsverlag ISBN 978-3-8305-5066-2; (Rezension dazu: Karl-Helge Hupka, NJ S. 7–21)
- Tilly Timber auf Megaland. Geschichten rund um das Jugendrechtshaus. Rechtspädagogisches Kinder- und Jugendbuch. 3. Auflage 2018, Berliner Wissenschaftsverlag, ISBN 978-3-8305-3899-8
- Verkehrsrechtsberater. München 2. Auflage 2008, ISBN 3-423-58100-X
- Der Justizirrtum oder Lebenslänglich für Ernst Janssen. Berlin 1992, ISBN 3-928024-70-1.
- Verkehrsrechtsberater. München 1996, ISBN 3-423-58100-X.
- Jugendrechtsberater. 2. Auflage. dtv, München 2006, ISBN 3-423-58099-2. 3. Auflage 2012.[8]
- Verkehrsunfall. Frankfurt am Main 1995.
- Tilly Timber auf Megaland. Geschichten rund um das Jugendrechtshaus. Forum, Leipzig 1998, ISBN 3-931801-63-2. 3. Auflage 2018, Berliner Wissenschaftsverlag.
- Rechtspädagogisches Kinder- und Jugendbuch. Leipzig 1998, ISBN 3-931801-63-2.

als Mitautorin
- Positionspapier des Deutschen Sozialgerichtstages e.V. (DSGT) zur Verankerung der Kinderrechte im Grundgesetz (mit Laura Maria Leidecker, Lore Maria Peschel-Gutzeit, Gerda Simons und Reinhard Wiesner). August 2023
- (mit Bernhard Grindel): Brücken des Herzens bauen. Für mehr Mitmenschlichkeit im Alltag. Norderstedt 2009, ISBN 978-3-8370-2020-5.
- (mit Bernhard Grindel): Brücken des Herzens bauen II. Für mehr Mitmenschlichkeit im Alltag. Norderstedt 2011, ISBN 978-3-8423-8064-6.

Broschüren (Auswahl)
- Wegweiser Jugendrechtshaus. 2002, 2003, 2004, 2005, 2006, 2007.
- Rechtspädagogische Bausteine im Jugendrechtshaus. Wenn Richter, Staatsanwälte und Rechtsanwälte in die Schulen gehen. 2001.
- Das Cottbuser Jugendrechtshaus. Orientierungsstätte für junge Menschen in der sozialen Stadt Cottbus im 21. Jahrhundert. Verein Cottbuser Jugendrechtshaus e. V. 1999, 2000, 2001.
- Rechtskultur im 21. Jahrhundert. Informationsbroschüre des Vereins Recht und Gesellschaft e. V., 2000.

Aufsätze in Büchern und Zeitschriften (Auswahl)
- Schwierige Vernehmungen von Angeklagten und Zeugen aus richterlicher Sicht. Aufsatz in: Thomas E. Gundlach, Thorsten Floren, Gerd Ley (Herausgeber) „Kriminalistik heute - morgen - übermorgen (Schriftenreihe der Deutschen Gesellschaft für Kriminalistik e.V.)“, Stuttgart 2023, ISBN 978-3-415-07506-1
- Begutachtung: Zulässigkeit, Voraussetzungen und Ablauf, Gelingensbedingungen und Fallstricke in der Konferenz: Das neue soziale Entschädigungsrecht. Besonderheiten für ein betroffenenzentriertes Verfahren bei sexualisierter Gewalt und Ausbeutung des Nationalen Rates gegen sexuelle Gewalt an Kindern und Jugendlichen am 11. und 12. Mai 2023 in Berlin
- Innere Sicherheit in der VUCA-Welt durch Human Law. in: Ralph Berthel (Hrsg.). „Kriminalistik und Kriminologie in der VUCA-Welt – Herausforderungen, Entwicklungen und Perspektiven.“ Rothenburger Beiträge der Polizeiwissenschaftlichen Schriftenreihe der Hochschule der Sächsischen Polizei, Band 104, (ISBN 978-3-938015-83-4) 2020
- Verantwortungsgesellschaft statt Bananenrepublik. Nachhaltige Korruptionsbekämpfung in Wirtschaft und Politik durch Human Law, in: Hans Friesen: Im globalen Spannungsfeld der Korruption: Analysen eines Phänomens aus interdisziplinären Perspektiven, 2020
- Jugendrechtshäuser als Module für die innere Sicherheit des freiheitlichen Rechtsstaates im 21. Jahrhundert. In: Theorie und Praxis gesellschaftlichen Zusammenhalts – Aktuelle Aspekte der Präventionsdiskussion um Gewalt und Extremismus. Bundesministerium des Innern, 2008, S. 261 ff.
- Vom Fremdenhass zur Toleranz. Interkultureller Täter-Opfer-Ausgleich. In: Neue Justiz 2002, S. 182 ff.
- Votum für eine offene Rechtsgesellschaft. In: Neue Justiz. 2001, S. 393 ff
- Wenn Bettnässer Weltpolitik machen. Betrifft Justiz, 2000, S. 304 ff
- Plädoyer für ein offenes Gericht in einem postmodernen Rechtscenter für alle. In: DRiZ. 1994. S. 121 ff
- Justiz – Aufbruch in das dritte Jahrtausend oder: Das Prinzip Mündige Verantwortung. In: DRiZ 1993, S. 57 ff.
- weitere: siehe Liste und Plakate im „Publikationsbüro am Scharmützelsee“[9]

Sonstige Veröffentlichungen
- "Die Richterin", ein TV-Film von Sandro Poggendorf; 21.11.2001 29'20" FESAD-ID: 0000013786 MXF37476/HiRes,
- Vorwort-Autorin in: Manfred Günther Alles was jungen Menschen Recht ist (4. Auflage), Berlin 2019